# Philodromus infectus
Philodromus infectus är en spindelart som beskrevs av Charles Denton Dondale och James H. Redner 1969. Philodromus infectus ingår i släktet Philodromus och familjen snabblöparspindlar. Inga underarter finns listade i Catalogue of Life.